# Saison 6 d'Objectif Top Chef
 (août 2025).
Motif : Sources ? Intérêt encyclopédique ?
- Archive Wikiwix
- Bing
- Cairn
- DuckDuckGo
- E. Universalis
- Gallica
- Google
- G. Books
- G. News
- G. Scholar
- Persée
- Qwant
- (zh) Baidu
- (ru) Yandex
- (wd) trouver des œuvres sur Wikidata

| 1. | Préciser le motif de la pose du bandeau. | Précisez le motif de la pose du bandeau en utilisant la syntaxe suivante : {{admissibilité à vérifier\|date=août 2025\|motif=remplacez ce texte par le motif}}                                    |
| 2. | Informer les utilisateurs concernés.     | Pensez à avertir le créateur de l'article, par exemple, en insérant le code ci-dessous sur sa page de discussion : {{subst:avertissement admissibilité à vérifier\|Saison 6 d'Objectif Top Chef}} |

Ne doit pas être confondu avec Saison 6 de Top Chef.
La sixième saison d'Objectif Top Chef, est une émission de télévision franco-belge de téléréalité culinaire, diffusée sur M6 du 12 octobre 2020 au 18 décembre 2020 et sur RTL-TVI. Elle est animée par le chef cuisinier Philippe Etchebest et produite par Studio 89 Productions (Groupe M6).
Des apprentis cuisiniers et des amateurs sont sélectionnés lors d'épreuves en Gironde et se voient imposer des défis gastronomiques autour de produits spécifiques ou de plats à revisiter. Les chefs étoilés Christopher Coutanceau, Jessica Préalpato et Régis Marcon participent au jury final,
La saison 6 a été tournée pendant l'été 2020 au Château La Lagune et au château Dauzac en Gironde. Après leur diffusion, les épisodes étaient également disponibles en replay pendant quelques semaines sur le service 6play et sur le site 6play.fr[source secondaire souhaitée].
L'apprentie Charline Stengel remporte cette saison et intègre la brigade de Philippe Etchebest dans la saison 12 de Top Chef, diffusée sur M6 en 2021.

## Candidats
- Si vous ne connaissez pas le sujet, laissez ce bandeau (vous pouvez alors contacter les auteurs).
- Si vous supprimez le contenu mis en cause (vous pouvez préalablement contacter les auteurs),

argumentez précisément cette suppression dans la page de discussion
(un manque de référence n'est pas un argument ; une recherche réelle de référence doit avoir été effectuée, être formellement documentée).
La saison 6 voit 108 candidats s'affronter. L'identité des candidats est indiquée plus bas dans les résumés des semaines 1 à 9.
| Région                     | Participants à Objectif Top Chef | Qualifiés en finale de la semaine | Qualifiés en quarts-de-finale |
| -------------------------- | -------------------------------- | --------------------------------- | ----------------------------- |
| Auvergne-Rhône-Alpes       | 12                               | 4                                 | 2                             |
| Bretagne                   | 2                                | 1                                 | 0                             |
| Centre-Val de Loire        | 5                                | 1                                 | 0                             |
| Grand Est                  | 9                                | 3                                 | 1                             |
| Hauts-de-France            | 10                               | 3                                 | 0                             |
| Île-de-France              | 21                               | 8                                 | 3                             |
| Normandie                  | 3                                | 0                                 | 0                             |
| Nouvelle-Aquitaine         | 14                               | 5                                 | 2                             |
| Occitanie                  | 9                                | 3                                 | 1                             |
| Pays de la Loire           | 8                                | 2                                 | 0                             |
| Provence-Alpes-Côte d'Azur | 9                                | 3                                 | 0                             |
| Belgique                   | 4                                | 2                                 | 0                             |
| Luxembourg                 | 1                                | 0                                 | 0                             |
| Suisse                     | 1                                | 1                                 | 0                             |
| Total                      | 108                              | 36                                | 9                             |

## Semaines 1 à 9 - Sélections pour les quarts de finale
- Si vous ne connaissez pas le sujet, laissez ce bandeau (vous pouvez alors contacter les auteurs).
- Si vous supprimez le contenu mis en cause (vous pouvez préalablement contacter les auteurs),

argumentez précisément cette suppression dans la page de discussion
(un manque de référence n'est pas un argument ; une recherche réelle de référence doit avoir été effectuée, être formellement documentée).

### Principe

#### Sélections sur le plat libre et labattle
Pendant les neuf premières semaines, dans chaque émission d'Objectif Top Chef diffusée sur M6 du lundi au jeudi, trois apprentis ou trois amateurs présentent individuellement un plat libre à Philippe Etchebest. Celui-ci, après dégustation, note chaque réalisation en lui donnant une à cinq étoiles. 
Avec cinq étoiles, le candidat est assuré de participer à l'épreuve suivante, appelée battle. S'il a moins, sa participation à la suite du concours dépend des notes obtenues par les deux autres candidats montrés lors de la même émission.
Les deux meilleurs candidats de l'émission s'affrontent ensuite sur un thème imposé lors de la battle. Chaque battle est précédée d'une séquence montrant Camille Delcroix, vainqueur de la saison 9 de Top Chef, présentant aux téléspectateurs une recette possible sur le thème de l'épreuve. Les candidats disposent d'une heure trente pour réaliser leur plat sur le thème imposé. Le vainqueur est désigné par Philippe Etchebest après dégustation. Il est qualifié pour la finale de la semaine qui est diffusée le vendredi suivant.
| Note sur le plat libre | Nombre de candidats ayant reçu cette note | Nombre de candidats qualifiés en battle | Nombre de candidats qualifiés en finale de la semaine | Nombre de candidats qualifiés en quarts de finale |
| ---------------------- | ----------------------------------------- | --------------------------------------- | ----------------------------------------------------- | ------------------------------------------------- |
| 5/5 étoiles            | 32                                        | 32                                      | 20                                                    | 7                                                 |
| 4/5 étoiles            | 31                                        | 28 + 1 repêché                          | 12                                                    | 1                                                 |
| 3/5 étoiles            | 23                                        | 12 - 1 forfait                          | 4                                                     | 1                                                 |
| 2/5 étoiles            | 19                                        | 0                                       | 0                                                     | 0                                                 |
| 1/5 étoile             | 3                                         | 0                                       | 0                                                     | 0                                                 |
| Total                  | 108                                       | 72                                      | 36                                                    | 9                                                 |

#### Finale de la semaine
Dans la finale de la semaine, diffusée chaque vendredi sur M6, les quatre meilleurs candidats de la semaine doivent marquer le plus de points possible au cours des deux épreuves proposées par le chef Etchebest.
- Dans l'épreuve no 1, les candidats sont associés par binôme et doivent réaliser un plat gastronomique sur un programme imposé. Au sein d'un binôme, les deux candidats élaborent la recette et réalisent les préparations ensemble, mais effectuent chacun leur propre dressage individuellement. Un point est donné au candidat qui a le meilleur visuel dans chaque binôme. Ensuite, après que Philippe Etchebest a dégusté la plus belle assiette de chaque binôme, un point est donné aux deux candidats du binôme dont le plat a le meilleur goût.
- Dans l'épreuve no 2, les candidats ont une heure pour réaliser un trompe-l’œil libre. Le chef déguste à l'aveugle et donne quatre points à la meilleure assiette, trois points à la deuxième, deux points à la troisième et un seul point à la dernière.

A l'issue des deux épreuves, le candidat ayant marqué le plus de points est qualifié pour les quarts de finale. En cas d'ex æquo, c'est Philippe Etchebest qui départage les candidats.

## Semaine 10 - Finale nationale
- Si vous ne connaissez pas le sujet, laissez ce bandeau (vous pouvez alors contacter les auteurs).
- Si vous supprimez le contenu mis en cause (vous pouvez préalablement contacter les auteurs),

argumentez précisément cette suppression dans la page de discussion
(un manque de référence n'est pas un argument ; une recherche réelle de référence doit avoir été effectuée, être formellement documentée).
Les émissions du lundi 14 au mercredi 16 décembre sont consacrées aux quarts de finale. L'émission du jeudi 17 décembre est consacrée à la demi-finale et met aux prises les trois meilleurs candidats issus des quarts de finale.
Enfin la finale lors de l'émission du vendredi 18 décembre permet de savoir qui des deux meilleurs candidats va intégrer la brigade de Philippe Etchebest dans la saison 12 de Top Chef.
Les neuf candidats qualifiés pour les quarts de finale sont les apprentis Marine Perron (qualifiée en semaine 1), Léa Busquets (semaine 2) , Ulysse Meyer (semaine 4), Charline Stengel (semaine 5), Matthieu Meusnier (semaine 6), Oxhana Mota (semaine 7), Safia Cherfaoui (semaine 8), Vladimir Rapoport (semaine 9) et l'amatrice Marion Gayot (qualifiée en semaine 3).

### Quarts de finale
Sur chacune des trois émissions consacrées aux quarts de finale, trois candidats s'affrontent au cours de deux épreuves individuelles. Un candidat est éliminé à la fin de la première épreuve et la seconde épreuve détermine lequel des deux candidats restant est qualifié en demi-finale.
| Candidate        | Cheffe de l'épreuve n°1 | Épreuve n°1                | Plat présenté                | Résultat         | Épreuve n°2     | Plat présenté                | Résultat  |
| ---------------- | ----------------------- | -------------------------- | ---------------------------- | ---------------- | --------------- | ---------------------------- | --------- |
| Marine Perron    | Stéphanie Le Quellec    | Les cuisses de grenouilles | «Bienvenue à Pattaya»        | 2e (qualifiée)   | La pissaladière | «Pissaladière sucrée-salée»  | Éliminée  |
| Charline Stengel | Stéphanie Le Quellec    | Les cuisses de grenouilles | «Grenouille en trois façons» | 1ère (qualifiée) | La pissaladière | «Pissaladière gastronomique» | Qualifiée |
| Oxhana Mota      | Stéphanie Le Quellec    | Les cuisses de grenouilles | «Un pas dans la fraîcheur»   | 3e (éliminée)    | La pissaladière | -                            | -         |

| Candidat          | Chef de l'épreuve n°1 | Épreuve n°1 | Plat présenté                                                     | Résultat       | Épreuve n°2            | Plat présenté                                                    | Résultat |
| ----------------- | --------------------- | ----------- | ----------------------------------------------------------------- | -------------- | ---------------------- | ---------------------------------------------------------------- | -------- |
| Safia Cherfaoui   | Glenn Viel            | La salade   | «Cœur de salade poêlé sur coulis de roquette et condiment tomate» | 3e (éliminée)  | Le champignon shiitaké | -                                                                | -        |
| Vladimir Rapoport | Glenn Viel            | La salade   | «Salade travaillée dans son ensemble»                             | 1er (qualifié) | Le champignon shiitaké | «Magret de canard laqué et millefeuille shiitaké, chou pak-choï» | Qualifié |
| Matthieu Meusnier | Glenn Viel            | La salade   | «Salade rôtie mise en scène dans un potager»                      | 2e (qualifié)  | Le champignon shiitaké | «Billet pour l'Asie sans retour»                                 | Éliminé  |

| Candidat     | Chef et invités de l'épreuve n°1                        | Épreuve n°1       | Plat présenté                                           | Résultat         | Épreuve n°2 | Plat présenté               | Résultat  |
| ------------ | ------------------------------------------------------- | ----------------- | ------------------------------------------------------- | ---------------- | ----------- | --------------------------- | --------- |
| Léa Busquets | Christophe Aribert, Guillaume Canet et Arnaud Bourgeois | Le mignon de veau | «Mignon aux pêches rôties et céleri»                    | 3e (éliminée)    | Le maïs     | -                           | -         |
| Ulysse Meyer | Christophe Aribert, Guillaume Canet et Arnaud Bourgeois | Le mignon de veau | «Veau bardé de lard et tartare de veau au jus d'huître» | 2e (qualifié)    | Le maïs     | «Maïs et mole»              | Éliminé   |
| Marion Gayot | Christophe Aribert, Guillaume Canet et Arnaud Bourgeois | Le mignon de veau | «Veau en deux façons et oignon farci»                   | 1ère (qualifiée) | Le maïs     | «Aller-retour Bordeaux-Rio» | Qualifiée |

### Demi-finale
La demi-finale oppose l'amatrice Marion Gayot et les apprentis Vladimir Rapoport et Charline Stengel, au cours de deux épreuves. La première épreuve est inspirée de l'épreuve emblématique de Top Chef, « Qui peut battre... ? ». Les trois candidats sont opposés à David Gallienne, vainqueur de la saison 11 de Top Chef. À l'issue des deux épreuves, c'est Marion Gayot qui est éliminée.
| Candidat          | Épreuve n°1                       | Plat présenté                                                        | Résultat | Épreuve n°2         | Plat présenté                                                  | Résultat  |
| ----------------- | --------------------------------- | -------------------------------------------------------------------- | -------- | ------------------- | -------------------------------------------------------------- | --------- |
| Charline Stengel  | Le sandwich jambon-beurre-fromage | «Fromage croustillant, pain moelleux et crème de jambon»             | 4e       | La tarte aux fruits | «Tarte aux fruits rouges, crème pistache et écume de verveine» | Qualifiée |
| Vladimir Rapoport | Le sandwich jambon-beurre-fromage | «Jambon beurre formage en légèreté»                                  | 1er      | La tarte aux fruits | Qualifié                                                       | Qualifié  |
| Marion Gayot      | Le sandwich jambon-beurre-fromage | «Dwich olé olé»                                                      | 3e       | La tarte aux fruits | «Pyramide acidulée»                                            | Éliminée  |
| David Gallienne   | Le sandwich jambon-beurre-fromage | «Sandwich jambon-fromage, émulsion beurre noisette et sel de croûte» | 2e       |                     |                                                                |           |

### Finale
La finale est diffusée lors de l'émission du vendredi 18 décembre 2020. Elle oppose les apprentis Vladimir Rapoport et Charline Stengel.
Les finalistes doivent réaliser, chacun avec sa brigade constituée d'anciens candidats, un menu composé d'un plat et un dessert pour un jury composé de Philippe Etchebest, Jessica Préalpato, Christopher Coutanceau et Régis Marcon. Dans cette épreuve, les deux finalistes sont vêtus de la veste de cuisine «Objectif Top Chef».
Charline Stengel est épaulée par Marion Gayot (amatrice demi-finaliste) et par Oxhana Mota (apprentie quart de finaliste). Vladimir Rapoport quant à lui est épaulé par Marine Perron et Safia Cherfaoui (apprenties quart de finaliste).
C'est Charline Stengel qui remporte la victoire et intègrera la saison 12 de Top Chef.
| Candidat          | Plat                                         | Dessert                                           | Résultat   |
| ----------------- | -------------------------------------------- | ------------------------------------------------- | ---------- |
| Vladimir Rapoport | «Turbot, sauce au safran, agrumes et panais» | «Pêche de vigne et mahaleb»                       | Éliminé    |
| Charline Stengel  | «Râble de lapin et pomponette de chou»       | «Abricot, crème de petits pois et miel d'accacia» | Vainqueure |

## Audiences
La saison 6 d'Objectif Top Chef a été suivie par 2,1 millions de téléspectateurs en moyenne et a réalisé une des meilleures audiences du programme sur la cible commerciale des femmes responsables des achats de moins de cinquante ans (FRDA-50).
| Émission               | Jour et horaire de diffusion            | Nombre de téléspectateurs | Part de marché sur les 4 ans et plus | Références |
| ---------------------- | --------------------------------------- | ------------------------- | ------------------------------------ | ---------- |
| Lancement              | Lundi 12 octobre 2020(18:35-19:45)      | 1 513 000                 | 9,1 %                                | ,          |
| -                      | Mardi 13 octobre 2020 (18:40-19:45)     | 1 490 000                 | 9,1 %                                | ,          |
| -                      | Mercredi 14 octobre 2020 (18:40-19:45)  | 1 640 000                 | 9,7 %                                | ,          |
| -                      | Jeudi 15 octobre 2020 (18:40-19:45)     | 1 470 000                 | 8,8 %                                | [ 12 ]     |
| Finale de la semaine 1 | Vendredi 16 octobre 2020 (18:40-19:45)  | 1 420 000                 | 8,6 %                                | [ 13 ]     |
| -                      | Lundi 19 octobre 2020 (18:40-19:45)     | 1 660 000                 | 9,7 %                                | [ 14 ]     |
| -                      | Mardi 20 octobre 2020 (18:40-19:45)     | 1 620 000                 | 9,5 %                                | [ 15 ]     |
| -                      | Mercredi 21 octobre 2020 (18:40-19:45)  | 1 590 000                 | 9,8 %                                | [ 16 ]     |
| -                      | Jeudi 22 octobre 2020 (18:40-19:45)     | 1 520 000                 | 8,7 %                                | [ 17 ]     |
| Finale de la semaine 2 | Vendredi 23 octobre 2020 (18:40-19:45)  | 1 520 000                 | 9,5 %                                | [ 18 ]     |
| -                      | Lundi 26 octobre 2020 (18:40-19:45)     | 1 970 000                 | 10,1 %                               | [ 19 ]     |
| -                      | Mardi 27 octobre 2020 (18:40-19:45)     | 1 810 000                 | 9,4 %                                | [ 20 ]     |
| -                      | Mercredi 28 octobre 2020 (18:40-19:45)  | 1 730 000                 | 8,9 %                                | [ 21 ]     |
| -                      | Jeudi 29 octobre 2020 (18:40-19:45)     | 1 330 000                 | 6,9 %                                | [ 22 ]     |
| Finale de la semaine 3 | Vendredi 30 octobre 2020 (18:40-19:45)  | 2 130 000                 | 10,3 %                               | [ 23 ]     |
| -                      | Lundi 2 novembre 2020 (18:40-19:45)     | 2 060 000                 | 9,6 %                                | [ 24 ]     |
| -                      | Mardi 3 novembre 2020 (18:40-19:45)     | 2 150 000                 | 10 %                                 | [ 25 ]     |
| -                      | Mercredi 4 novembre 2020 (18:40-19:45)  | 2 080 000                 | 9,6 %                                | [ 26 ]     |
| -                      | Jeudi 5 novembre 2020 (18:40-19:45)     | 2 090 000                 | 9,5 %                                | [ 27 ]     |
| Finale de la semaine 4 | Vendredi 6 novembre 2020 (18:40-19:45)  | 2 240 000                 | 10,6 %                               | [ 28 ]     |
| -                      | Lundi 9 novembre 2020 (18:40-19:45)     | 2 290 000                 | 10,5 %                               | [ 29 ]     |
| -                      | Mardi 10 novembre 2020 (18:40-19:45)    | 2 190 000                 | 10,6 %                               | [ 30 ]     |
| -                      | Mercredi 11 novembre 2020 (18:40-19:45) | 2 490 000                 | 10,8 %                               | [ 31 ]     |
| -                      | Jeudi 12 novembre 2020 (18:40-19:45)    | 1 960 000                 | 8,7%                                 | [ 32 ]     |
| Finale de la semaine 5 | Vendredi 13 novembre 2020 (18:40-19:45) | 2 450 000                 | 11,7 %                               | [ 33 ]     |
| -                      | Lundi 16 novembre 2020 (18:40-19:45)    | 2 350 000                 | 11,1 %                               | [ 34 ]     |
| -                      | Mardi 17 novembre 2020 (18:40-19:45)    | 2 340 000                 | 11,4 %                               | [ 35 ]     |
| -                      | Mercredi 18 novembre 2020 (18:40-19:45) | 2 150 000                 | 10,3 %                               | [ 36 ]     |
| -                      | Jeudi 19 novembre 2020 (18:40-19:45)    | 2 330 000                 | 11,3 %                               | [ 37 ]     |
| Finale de la semaine 6 | Vendredi 20 novembre 2020 (18:40-19:45) | 2 430 000                 | 11,8 %                               | [ 38 ]     |
| -                      | Lundi 23 novembre 2020 (18:40-19:45)    | 2 480 000                 | 11,4 %                               | [ 39 ]     |
| -                      | Mardi 24 novembre 2020 (18:40-19:45)    | 2 210 000                 | 10,5 %                               | [ 40 ]     |
| -                      | Mercredi 25 novembre 2020 (18:40-19:45) | 2 310 000                 | 10,9 %                               | [ 41 ]     |
| -                      | Jeudi 26 novembre 2020 (18:40-19:45)    | 2 270 000                 | 11,0 %                               | [ 42 ]     |
| Finale de la semaine 7 | Vendredi 27 novembre 2020 (18:40-19:45) | 2 430 000                 | 11,9 %                               | [ 43 ]     |
| -                      | Lundi 30 novembre 2020 (18:40-19:45)    | 2 420 000                 | 11,5 %                               | [ 44 ]     |
| -                      | Mardi 1er décembre 2020 (18:40-19:45)   | 2 060 000                 | 10,6 %                               | [ 45 ]     |
| -                      | Mercredi 2 décembre 2020 (18:40-19:45)  | 2 390 000                 | 11,6 %                               | [ 46 ]     |
| -                      | Jeudi 3 décembre 2020 (18:40-19:45)     | 2 140 000                 | 10,5 %                               | [ 47 ]     |
| Finale de la semaine 8 | Vendredi 4 décembre 2020 (18:40-19:45)  | 2 610 000                 | 13,5 %                               | [ 48 ]     |
| -                      | Lundi 7 décembre 2020 (18:40-19:45)     | 2 190 000                 | 10,9 %                               | [ 49 ]     |
| -                      | Mardi 8 décembre 2020 (18:40-19:45)     | 2 210 000                 | 11,5 %                               | [ 50 ]     |
| -                      | Mercredi 9 décembre 2020 (18:40-19:45)  | 2 280 000                 | 11,2 %                               | [ 51 ]     |
| -                      | Jeudi 10 décembre 2020 (18:40-19:45)    | 1 960 000                 | 9,1 %                                | [ 52 ]     |
| Finale de la semaine 9 | Vendredi 11 décembre 2020 (18:40-19:45) | 2 000 000                 | 10,3 %                               | [ 53 ]     |
| Quarts de finale       | Lundi 14 décembre 2020 (18:40-19:45)    | 2 270 000                 | 11,1 %                               | [ 54 ]     |
| Quarts de finale       | Mardi 15 décembre 2020 (18:40-19:45)    | 2 210 000                 | 11,2 %                               | [ 55 ]     |
| Quarts de finale       | Mercredi 16 décembre 2020 (18:40-19:45) | 2 120 000                 | 11,1 %                               | [ 56 ]     |
| Demi-finale            | Jeudi 17 décembre 2020 (18:40-19:45)    | 2 310 000                 | 12,3 %                               | [ 57 ]     |
| Finale                 | Vendredi 18 décembre 2020 (18:40-19:45) | 2 350 000                 | 12,3 %                               | [ 58 ]     |

Légende :
- Plus hauts scores d'audiences
- Plus bas scores d'audiences

|  |

|  |